# بغنتش محمد كولييف
بغينشمحمد كولييف، من مواليد 4 ابريل 1977 في تركمانستان، لاعب كرة قدم تركماستاني.
بدأ مسيرته الكروية مع نادي كوبيتداغ أسغابات في عام 1997، ولعب معهم حتى عام 2000، وعام 2000 انتقل إلى نادي نيسا أسغابات، ولعب معهم حتى عام 2004، وفي موسم 2001/2002 أعير إلى نادي كريستال سمولنسك الروسي، وفي عام 2003 أعير إلى نادي شاختار الكازاخستاني، وفي عام 2004 أعير إلى نادي فوستوك الكازاخستاني، وفي موسم 2004/2005 لعب مع نادي أبو مسلم الإيراني.
و قد بدأ مسيرته الكروية مع منتخب تركمانستان لكرة القدم في عام 1997.

## كأس آسيا 2004
و قد سجل هدف في مرمى منتخب السعودية لكرة القدم، وسجل هدف في مرمى منتخب العراق لكرة القدم.

## روابط خارجية
- بغنتش محمد كولييف على موقع قاعدة بيانات كرة القدم.إي يو (الإنجليزية)
- بغنتش محمد كولييف على موقع ناشيونال فوتبول تيمز (الإنجليزية)
- بغنتش محمد كولييف على موقع Soccerway.com (الإنجليزية)